# ابرهارد ووگت
ابرهارد ووگت (انگلیسی: Eberhard Vogdt) (زاده ۲۶ ژوئیه ۱۹۰۲ - درگذشته ۹ فوریه ۱۹۶۴) قایقران اهل کشور استونی است.
وی توانسته است مدال برنز کلاس ۶ متر قایقرانی بادبانی بازی‌های المپیک تابستانی ۱۹۲۸ را کسب کند.